# Toby Onwumere
Toby Onwumere (1 de febrero de 1990) es un actor estadounidense conocido por el papel de Capheus en la segunda temporada de la serie de Netflix Sense8.

## Biografía
Onwumere nació en Nigeria y se crio en Houston, Texas. Se graduó en la Universidad de California como Master en Bellas Artes.

## Carrera
Onwumere reemplazó al actor británico Aml Ameen, quién asumió el rol de Capheus en la primera temporada de Sense8. Hizo su debut como Capheus en el capítulo especial de Navidad 2016 de Sense8.